# Distrikt Huayllay Grande
Der Distrikt Huayllay Grande liegt in der Provinz Angaraes in der Region Huancavelica im südwestlichen Zentral-Peru. Der Distrikt wurde am 28. Februar 1941 gegründet. Er besitzt eine Fläche von 31,8 km². Beim Zensus 2017 wurden 1150 Einwohner gezählt. Im Jahr 1993 lag die Einwohnerzahl bei 1454, im Jahr 2007 bei 2007. Sitz der Distriktverwaltung ist die 3625 m hoch gelegene Ortschaft Huayllay Grande mit 1051 Einwohnern (Stand 2017). Huayllay Grande liegt 6 km nordnordöstlich der Provinzhauptstadt Lircay.

## Geographische Lage
Der Distrikt Huayllay Grande liegt im ariden Andenhochland nordzentral in der Provinz Angaraes. Der Distrikt liegt am rechten Flussufer des nach Nordosten strömenden Río Urubamba.
Der Distrikt Huayllay Grande grenzt im Süden an den Distrikt Lircay, im Westen an den Distrikt Anchonga, im Nordwesten an den Distrikt Anta (Provinz Acobamba), im Nordosten an den Distrikt Callanmarca sowie im Osten an den Distrikt Huanca-Huanca.